# Belgarath il mago
Belgarath il mago (Belgarath the Sorcerer) è un romanzo fantasy scritto da David Eddings e Leigh Eddings nel 1995.
È la storia di Belgarath il mago e degli eventi che precedono le prime due serie di romanzi di David Eddings, I Belgariad e I Malorrean e, insieme al romanzo Polgara la maga, costituisce un unicum strutturato in 12 romanzi e una raccolta di scritti (Il Codice Rivano).

## Trama

### Il Villaggio di Gara
Belgarath nacque nel villaggio di Gara, un piccolo villaggio di cui la religione è sconosciuta, a quel tempo i sette dei Aldur, Nedra, Belar, Chamdar, Mara, Issa e Torak vivevano ancora sulla terra insieme ai rispettivi popoli, tranne il Dio Aldur, che se ne stava solitario nella propria torre al centro della valle delimitata dal fiume omonimo. Il giovane, chiamato Garath, che significherebbe, nella lingua immaginaria, "abitante di Gara" lascia dopo pochi anni il suo villaggio, costretto a causa delle sue cattive abitudini, quali il furto e i divertimenti che intratteneva con le fanciulle del villaggio. Dopo aver vagabondato per alcuni villaggi, viene ospitato da un popolo apparentemente senza dio, di cui tutti i componenti erano piuttosto anziani (si verrà dopo a sapere che era il gruppo di Ulgo che non si era unito al Gorim nella richiesta di avere un dio ad UL il padre degli dei). Abbandonato il villaggio, Garath si ritrova nel bel mezzo di una bufera di neve, ai piedi di un grande macigno, quando era in fin di vita, un vecchio lo invita a salire nella sua torre, lo rimette in sesto e lo rifocilla; solo dopo anni Garath scopre che quel vecchio è il Dio Aldur, e si mette al suo servizio come suo servo, finché non scopre di possedere i poteri della "volontà e della parola", una sorta di magia che scaturisce dalla forza di volontà della persona che la utilizza e viene liberata grazie alla parola. Dopo secoli di studio, Garath diviene il primo discepolo di Aldur, e viene rinominato dal dio in persona Belgarath.

### I discepoli di Aldur
Dopo secoli di convivenza con Aldur, giunge alla valle un uomo di nome Zedar, che chiede al dio di divenire suo discepolo, Aldur dopo un colloquio decide di affidarlo a Belgarath in modo da insegnargli l'uso della volontà e della parola. Quando questo la apprende, diviene discepolo di Aldur con il nome Belzedar. Successivamente altri uomini da tutto il mondo giungono alla torre, tutti di diverse nazionalità, il melcene Belmakor, i gemelli alorn Belkira e Beltira, l'angarak Belsambar, ed infine Beldin, questo è di tutti il più scorbutico dei discepoli di Aldur, il suo aspetto è quello di un nano deforme con la gobba, ma Aldur è consapevole che in realtà quell'uomo deforme è il più dotato dei suoi discepoli, e quindi senza distinzioni Aldur lo ammette al suo cospetto.

### Il recupero del Globo
Diversi millenni dopo, Belgarath ha perso due dei suoi fratelli, Belmakor e Belsambar, suicidati per il rimorso delle atrocità commesse nella guerra contro gli angarak. Oltre a questi lutti, Belgarath si è anche sposato con una donna di nome Poledra, originariamente una lupa con una grande volontà, assume la forma di donna spinta dall'amore verso Belgarath. Quando Poledra è incinta, si presentano alla torre di Belgarath il sovrano alorn Cherek spalla d'orso, con i figli Dras collo di toro, Algar piede leggero e Riva stretta di ferro (o come viene chiamato nella Belgariad morsa di ferro) che gli comunicano che hanno trovato una via per raggiungere le terre degli angarak, che Torak aveva diviso in 4 popoli (Murgos, Nadrak, Thull e Mallorean) e sottrarre il Globo da Chtol Mishrak (Città della notte eterna in antico angarak). Belgarath all'inizio riluttante, viene convinto dal maestro Aldur e da una voce che risiede nella propria testa. Qui Belgarath scopre che questa voce è una necessità, e viene a sapere che agli inizi dell'universo, prima ancora della nascita degli dei, lo scopo del mondo era uno, ma un avvenimento separò questo scopo in due necessità, che dovranno combattere per rimettere le cose a posto, e solo una necessità trionferà sull'altra, la necessità del figlio della luce (quello che nello scontro finale contro Torak sarà Belgarion) e quella del figlio delle tenebre (il dio Torak) e se trionferanno le tenebre nell'universo vi sarà caos assoluto. Belgarath acconsente quindi a partire con i 4 alorn e una volta giunti nel Morindland (una terra abitata da stregoni che evocano demoni) scopre che il discepolo di Aldur, Belzedar ha tradito il dio, unendosi a Torak. Dopo un piccolo scontro con Zedar, Belgarth giunge a Chtol Mishrak, dove sottrae il globo e lo affida a Riva stretta di ferro, e arrivati alla valle comunica agli alorn che la loro nazione verrà separata in 4 parti, l'Algaria, la Drasnia, il Cherek e conduce Riva, divenuto insieme alla sua stirpe che genererà poi il figlio della luce che sconfiggerà il Dio Orbo Torak, custode del globo, sull'isola dei venti, dove costruirà la cittadella di Riva.

### L'era delle profezia
Tornato alla valle Belgarath apprende che è divenuto padre di due gemelle, che chiamerà Polgara e Beldaran, ma che la sua amata moglie è morta durante il parto. Straziato dal dolore Belgarath si trascina nel peccato per 16 anni, vagabondando di osteria in osteria al porto di Camaar, sempre ubriaco, finché non viene risvegliato dal suo antico maestro; allora si trasferisce nel Maragor dove si intrattiene ogni giorno con una donna diversa. Qui viene intercettato da Beldin che dopo avergli fatto capire che deve tornare alle sue mansioni di discepolo, lo riconduce alla Valle. Le due figlie, sono ormai cresciute e nonostante la lontananza la figlia Beldaran, non prova risentimento per il genitore, non è lo stesso invece per Polgara che disprezza apertamente il mago. Aldur comunica a Belgarath che dovrà scegliere una delle sue figlie per renderla sposa al sovrano di Riva, perché dalla loro discendenza dipenderanno le sorti dell'universo. Belgarath designa Beldaran come sposa di Riva e partono padre e figlie per l'isola dei venti, durante il viaggio Polgara cambia animo nei confronti del padre, anche se per i millenni che verranno non mancherà di fare frecciatine al padre. Beldaran e Riva si uniscono in matrimonio, e con il loro figlio inizia la stirpe del trono di Riva, custode del globo di Aldur. In tutto il mondo le due necessità disseminano una profezia, strumento che servirà per la battaglia conclusiva, la profezia del figlio della luce viene racchiusa in due codici, il "codice Mrin" e il "codice Darine", forniti da due anziani apparentemente pazzi, ma in realtà sotto il controllo delle necessità. La profezia del figlio delle tenebre invece viene fornita da Torak in persona che si rifugia ad Ashaba dove farnetica parole senza senso che poi diventeranno gli "Oracoli di Ashaba"

### L'assassinio del Re di Riva
Dopo millenni di convivenza semi pacifica, l'apostata Zedar, corrompe la regina dei Niyssan, il popolo serpente, e la spinge a commissionare l'omicidio della stirpe di Riva. Belgarath e la figlia Polgara, divenuta anche lei una discepola di Aldur, intervengono giusto in tempo e salvano il nipote del Re di Riva, che viene affidato alla figlia del vegliardo (uno dei tanti nomi affibbiati a Belgarath nel corso dei secoli) che diventerà la custode della stirpe di Riva, mantenendoli nell'anonimato.

### La battaglia di Vo Mimbre
550 anni prima della nascita di Belgarion, Torak, uscito dalla fortezza di Ashaba, si pone capo dell'esercitò sconfinato di thull Nadrak Murgos e Mallorena, assumendo il nome di "Kal Torak" (Kal dall'antico angarak che vuol dire "Re e Dio") e inizia una spedizione contro i regni dell'occidente. Giunto in Drasnia, mette a ferro e fuoco la capitale Boktor, ma arrivato alla fortezza degli Algar, la cinge di assedio per 8 anni, vanamente. La battaglia finale viene disputata alle porte di Vo Mimbre, capitale dell'Arendia, dove come viene descritto nella profezia, a sfidarsi saranno Torak, figlio delle tenebre e Brand, custode della stirpe di Riva, e reggente del trono fino al ritorno del sovrano di Riva, che in quel preciso evento è stato designato dalla necessità come figlio della luce. Dopo 3 giorni di aperta battaglia, Brand, facendo uso del Globo di Aldur, spostato dal solito posto della spada del Re di Riva e posto su uno scudo, sfida a duello Kal Torak, dove viene sconfitto e viene trapassato dalla spada del custode di Riva nella testa. Tutti i popoli dell'occidente festeggiano la morte di Torak, ma come è descritto nella profezia, Torak è solo sprofondato in un sonno profondo che finirà con il ritorno del Re di Riva. Dopo la fine della guerra, Belgarath fa stipulare gli accordi di Vo Mimbre, dove è scritto che al sedicesimo compleanno della principessa imperiale di Tolnedra, questa si dovrà recare sull'isola di Riva, e se si presenterà il sovrano di Riva, la fanciulla verrà presa in sposa dal re, e tutti i popoli d'occidente riconosceranno la supremazia del re di Riva quale Sovrano supremo d'occidente, e sterminatore del Dio orbo.

### Gli strumenti della profezia
Belgarath per millenni era stato incaricato dal Dio Aldur di combinare dei matrimoni, che avrebbero generato i compagni del figlio della luce. Dopo 500 anni dalla battaglia di Vo Mimbre, iniziano a nascere i vari compagni del sovrano di riva, quali Lelldorin di Wildantor, "l'arciere", Mandorallen di vo Mandor, "il cavaliere protettore", il principe Kheldar di Drasnia, soprannominato Silk, "la guida", Durnik il fabbro, "l'uomo dalle due vite", Barak conte di Trellheim, "il temibile orso" e Hettar di Algaria, "il signore dei cavalli".

### La nascita di Belgarion
Infine, nasce anche Garion, il figlio della luce, a cui la vita viene attentata da Chamdar, lo scagnozzo Grolim di Ctuchik, uno dei discepoli di Torak. Chamdar dà fuoco alla casa di Geran, padre di Garion, nella speranza di distruggere il nemico del suo padrone, però l'intervento di Belgarath è decisivo e riesce a salvare in tempo il neonato e mettere in fuga lo stregone gGolim. Riunitosi a Polgara, decidono insieme di trasferire il piccolo Garion nella Sendaria, in una fattoria, dove trascorrerà la sua giovinezza.

### Epilogo
Nell'epilogo, il capitano Greldik consegna il manoscritto della storia a Re Belgarion, che lo legge insieme alla moglie Ce'Nedra. Questa però non soddisfatta del racconto decide di raggiungere insieme al marito la Zia del re, Polgara, e di convincerla a scrivere la sua versione della storia. Il romanzo finisce quindi con l'introduzione al successivo romanzo del ciclo, Polgara la maga.